# چیه کان
چیه کان (به انگلیسی: Cheh Kan) یک شهرک در پاکستان است که در ناحیه دیره اسماعیل خان واقع شده‌است.